# Alice Pantermüller

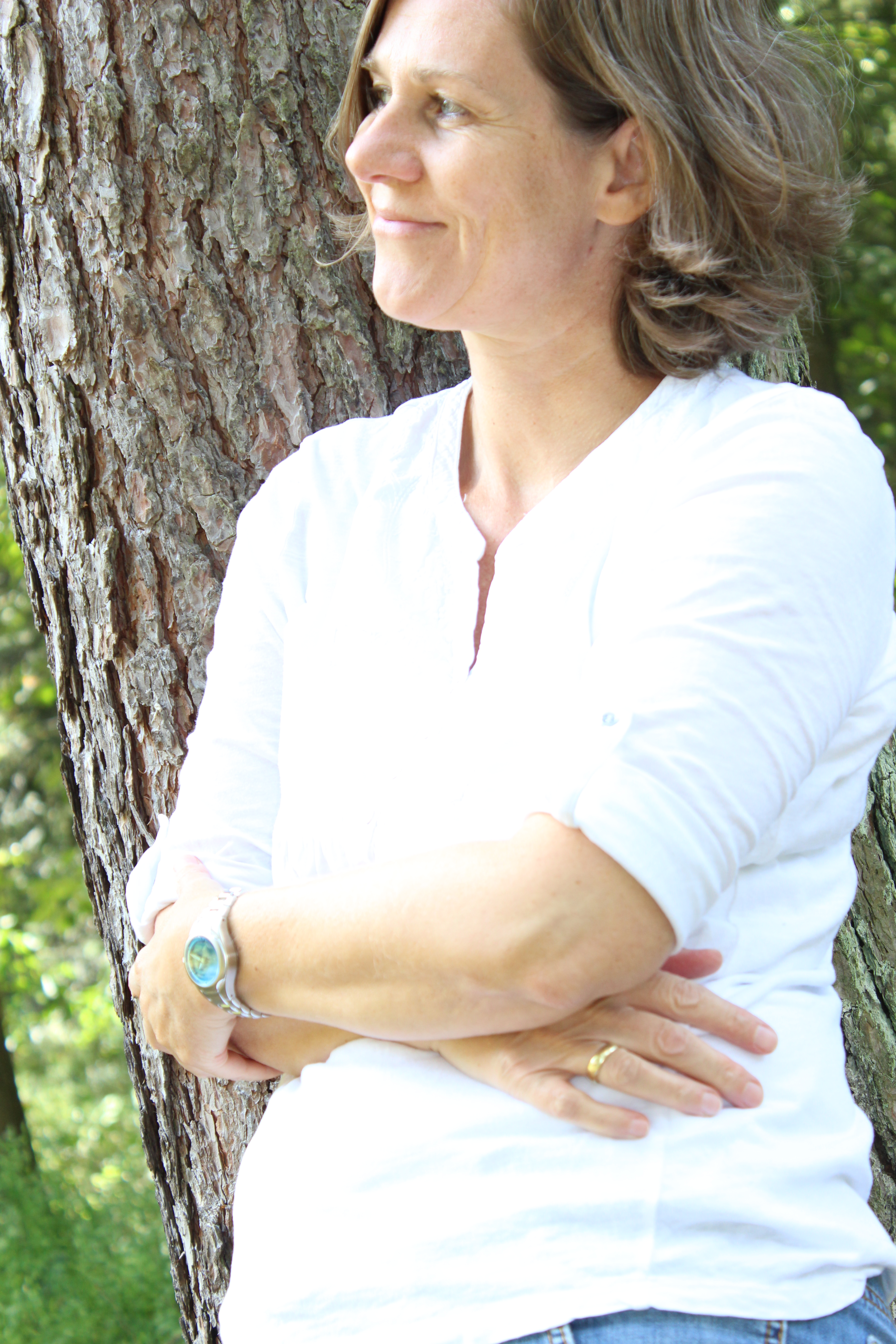
Alice Pantermüller in 2013

Alice Pantermüller (Flensburg, 9 juli 1968) is een Duits schrijver van kinderboeken. 

## Biografie
Pantermüller groeide op in Flensburg en sloot in 1988 haar middelbareschoolopleiding af. Daarna volgende zij een opleiding als lerares Duits, kunst en geschiedenis aan de Europa-Universität Flensburg. Ze was een jaar verbonden aan twee middelbare scholen in Ayr (Schotland), waar ze onderwijsassistent Duits was. Na haar terugkeer naar Duitsland stopte ze met de lerarenopleiding. Ze voltooide een opleiding als boekhandelaar .

## Carrière als schrijver
Eind 2009 deed Pantermüller mee met een schrijfwedstrijd uitgeschreven door onder andere uitgeverij Arena Verlag in Würzburg. Zij won deze wedstrijd met het boek Insel der Dinosaurier dat ze oorspronkelijk schreef voor haar twee zonen. Het boek werd in januari 2011 gepubliceerd door Arena Verlag onder de titel Bendix Brodersen - Angsthasen erleben keine Abenteuer. 
Daarna werd zij vooral bekend door haar serie Mein Lotta-Leben, die in het Nederlands wordt uitgebracht onder de naam De knotsgekke wereld van Lotte Wirwar. Deze boeken hebben de vorm van humoristische dagboeken, waarin de 10-jarige Lotte haar leven belevenissen beschrijft. Deze boeken zijn geïllustreerd door Daniela Kohl.